# Randsburg
Randsburg és una concentració de població designada pel cens dels Estats Units a l'estat de Califòrnia. Segons el cens del 2000 tenia 77 habitants.

## Demografia
Segons el cens del 2000, Randsburg tenia 77 habitants, 49 habitatges, i 22 famílies. La densitat de població era de 15,1 habitants/km².
Per edats la població es repartia de la següent manera: un 3,9% tenia menys de 18 anys, un 2,6% entre 18 i 24, un 15,6% entre 25 i 44, un 48,1% de 45 a 60 i un 29,9% 65 anys o més.
L'edat mediana era de 57 anys. Per cada 100 dones de 18 o més anys hi havia 94,7 homes.
La renda mediana per habitatge era de 48.000 $ i la renda mediana per família de 49.875 $. Els homes tenien una renda mediana de 53.750 $ mentre que les dones 21.250 $. La renda per capita de la població era de 23.602 $. Cap de les famílies estaven per davall del llindar de pobresa.

## Poblacions més properes
El següent diagrama mostra les poblacions més properes.